# Marie Vladimirovna Dolgorukovová
Marie Vladimirovna Dolgorukovová (rusky Мария Владимировна Долгорукова, 1608, Moskva – 17. ledna 1625) byla ruská carevna v letech 1624–1625 coby manželka ruského cara Michaila I. Fjodoroviče.

## Život
Marie byla dcerou Vladimira Dolgorukova (1569–1633), jehož rod měl vazby na starou vládnoucí dynastii Rurikovců.
Nevěstou cara Michaila Fjodoroviče byla prohlášena 12. července roku 1623, svatební obřad se uskutečnil 19. září roku 1624; ještě v průběhu svatebních oslav onemocněla a již se neuzdravila. Zemřela o několik měsíců později, 17. ledna následujícího roku.
Jedna z teorií tvrdí, že byla otrávena, jiná, že carevna zemřela při porodu (což by mohlo znamenat, že si Michail vzal těhotnou ženu; spíše však mohlo jít o předčasný porod či potrat), v každém případě z jejího krátkého manželství s carem Michailem Fjodorovičem nevzešel žádný přeživší potomek.